# Henri Lecouturier
Henri Lecouturier (1819 - 1861), was een Frans filosoof, jurist, republikein en erudiet.
Hij werd vooral bekend met zijn publicatie La Cosmosophie ou le Socialisme Universel, uitgegeven door de auteur in Parijs in 1850.
Zijn leer voert uiteindelijk tot een atheïstisch socialisme.
Zijn werk wordt soms onterecht verward met de Cosmosofie van S.U. Zanne, die esoterisch en spiritueel van aard is.
Het boek over de Cosmosofie van Lecouturier is meer dan een eeuw lang in de vergeethoek geraakt, maar wordt thans veelvuldig heruitgegeven.

## Gepubliceerde werken
- Paris Incompatible Avec La Republique: Plan D'un Nouveau Paris. (1848)
- Le Jesuite Secularisé. (1848)
- La Cosmosophie ou le Socialisme Universel. (1850)
- La Science Du Socialisme Universel, suivie De Le Dieu De Proudhon...
- Marceau, Ou Les Enfants De La Republique: Drame En Cinq Actes Et Dix Tableaux / Par Mm. Anicet Bourgeois Et Michel Masson. (1850)
- Memoire Justificatif Adresse Par M. Michel Aine, Marchand Epicier a St-Germain-En-Laye, a Ses Concitoyens. (1850)
- Faculté de droit de Paris. Thèse pour le doctorat. Droit romain de la eBonorum venditioe. Droit français les Effets de la saisie-arrêt...(1895)
- Le Paris des Rois et le Paris du Peuple. (1850)

- Bibliothèque nationale de France: cb13322299f (data)
- Gemeinsame Normdatei: 117613495
- International Standard Name Identifier: 0000 0001 2119 5386
- Library of Congress Control Number: no90000612
- Nederlandse Thesaurus van Auteursnamen: 133576752
- Système universitaire de documentation: 14773150X
- Virtual International Authority File: 7532709
- WorldCat: E39PBJqQCk4ry9VYVjPXjbgBT3